# Celebeszi törpejégmadár
A celebeszi törpejégmadár (Ceyx fallax)  a madarak osztályának szalakótaalakúak (Coraciiformes)  rendjébe és a jégmadárfélék (Alcedinidae) családjába tartozó faj.

## Rendszerezése
A fajt Hermann Schlegel német ornitológus írta le 1866-ban, a Dacelo nembe Dacelo fallax néven.

## Alfajai
- Ceyx fallax fallax (Schlegel, 1866) - Celebesz
- Ceyx fallax sangirensis (A. B. Meyer & Wiglesworth, 1898) - Sangihe-szigetek (Celebesztől északkeletre) [2]

## Előfordulása
Indonéziához tartozó Celebesz és pár kisebb sziget területén honos. Természetes élőhelyei a szubtrópusi és trópusi síkvidéki esőerdők. Állandó, nem vonuló faj.

## Megjelenése
Testhossza 12 centiméter.
|  |

## Életmódja
Főleg rovarokkal táplálkozik, de kisebb gerinceseket is fogyaszt.

## Természetvédelmi helyzete
Az elterjedési területe nagy, egyedszáma pedig csökken, de még nem éri el a kritikus szintet. A mezőgazdaság, a fakitermelés és a tüzek veszélyeztetik. A Természetvédelmi Világszövetség Vörös listáján nem fenyegetett fajként szerepel.